# Федерална полиция (Бразилия)
Федрералната полиция, чието официално название е Департамент на федералната полиция (на португалски: Departamento de Polícia Federal (DPF), е една от трите съставни части на федералните полицейски сили на Бразилия – постоянен административен орган на федералното правителство, ангажиран с разкриването на престъпления, които засягат националната сигурност като трафика на наркотици, хора и оръжие, нелегалната имиграция, и всякакви престъпления срещу федералната администрация и нейните служители. Федералната полиция на Бразилия е ангажирана и с осигуряването на контролно-пропускателния режим по бразилските държавни граници, включително по летищата и прилежащата на Бразилия морска акватория, тъй като в Бразилия не съществува специализирана гранична полиция. Освен с разследващи и правоохранителни функции, федералната полиция на Бразилия изпълнява и множество административни задължения, в това число регистрация на пребиваващите в страната чужденци и поддържане на Националната система за контрол на оръжията (SINARM). Федералната полиция представлява и централната власт в отношенията между Бразилия и Интерпол. Федералната полиция е част от структурите на Министерството на правосъдието на Бразилия.